# ZZCCMXTP
Singles
1. Nous y sommes
Sortie : 21 mars 2022
2. Adieu les filles
Sortie : 7 avril 2022
3. Nous sommes les Daft Punk
Sortie : 26 avril 2022
4. Violette & Citronnelle
Sortie : 27 mai 2022
5. Maman
Sortie : 16 juin 2022
6. Lezgongue
Sortie : 20 juillet 2022

ZZCCMXTP (abréviation de « Zizi Caca Mixtape ») est une mixtape réalisée par KronoMuzik, Pandrezz et Ronare. Elle regroupe 41 titres dans lesquels apparaissent 50 artistes, souvent issus du milieu du rap francophone, des vidéastes web, ou de la diffusion en direct.
Le genre musical de l'album s'étend du rap et du hip-hop à la French touch, en passant par la pop, l'electro ou le jazz. Des titres uniquement instrumentaux et des interludes narratives font aussi partie de la compilation.

## Origine du nom
L'idée du nom de l'album provient d'une Youtube Poop publiée par Ronare ("EnflureDeRenard" sur YouTube) le 28 juin 2020, dans lequel une chanson de Bigflo et Oli est détournée pour donner les paroles « Ce n’est pas qu’une histoire de zizi, c'est aussi une histoire de caca »,.

## Promotion

### Jeu vidéo
Le 7 mars 2022, lors de l'émission 301 vues de Cyprien, KronoMuzik, Pandrezz et Ronare annoncent la sortie d'un jeu vidéo nommé ZZCC : La Legendre. Il s'agit d'un jeu de rôle aventure développé par Pandrezz grâce à RPG Maker. Ce jeu vise à promouvoir la mixtape. On y retrouve donc des personnages à l'effigie des différents artistes participant au projet, ainsi qu'en bande sonore des titres de la mixtape en cours de développement, ou des titres enregistrés qui ne sont finalement pas apparus dans la mixtape finale.

### Leaks
Plusieurs jours avant la sortie de la mixtape, des extraits de plusieurs dizaines de secondes de différentes chansons sont diffusés sur Twitter. KronoMuzik prétendra qu'il a été victime d'un hack, et que le pirate s'amuserait à diffuser des morceaux de la mixtape. Il est cependant aussi possible que ces leaks soient volontaires et aient fait office d'outils de promotion pour la compilation[réf. nécessaire]. 

## Concerts
Un concert a lieu à l'Olympia le 4 novembre 2022, une date unique qui s'explique par la difficulté de réunir l'intégralité des artistes ayant participé à la mixtape. Le concert est retransmis en direct sur Twitch.
Le groupe se produit également le 4 juin 2023 sur le circuit de Nevers Magny-Cours, à l'occasion du Merguez Tuning Show organisé par Vilebrequin.

## Liste des titres et artistes invités
| 1.     | Nous y sommes             | Mehdi Maïzi                                                                      | 2:59 |
| 2.     | Captain                   | Juice, Mister V (sous les pseudonymes Denzel Bacardi et Clayton Pasoa)           | 2:43 |
| 3.     | Big Buckets               | Di-Meh, Flem, Sheldon                                                            | 2:29 |
| 4.     | Maman                     | Dawn Beats                                                                       | 3:12 |
| 5.     | Menaces                   | Charly Kid, Le Règlement, Le Chroniqueur Sale                                    | 3:06 |
| 6.     | CDI Freestyle             |                                                                                  | 2:01 |
| 7.     | Rudeboy                   |                                                                                  | 2:01 |
| 8.     | La vériter                | Antoine Daniel, Baghera Jones, Milo, Ephès                                       | 3:29 |
| 9.     | Lost & Dizzy              | Aline Griet                                                                      | 2:27 |
| 10.    | Interlude français        | Sensei Kira                                                                      | 1:50 |
| 11.    | Violette & Citronelle     | Alkpote                                                                          | 3:15 |
| 12.    | La bagarre                | Mister MV                                                                        | 2:54 |
| 13.    | N-mot                     | Ocho, SUPERFLAME                                                                 | 2:21 |
| 14.    | Babai                     | Tomo, Aboueb, Klemsis                                                            | 1:38 |
| 15.    | Mamone                    | Sopico, Dawn Beats                                                               | 2:19 |
| 16.    | Interlude mafieux         | Roy Markson, Patrick Baud                                                        | 1:35 |
| 17.    | Light You Up              | Pélerine, PV Nova, Tices                                                         | 3:27 |
| 18.    | FTG                       | Luther                                                                           | 2:22 |
| 19.    | Askip                     |                                                                                  | 2:49 |
| 20.    | Drake                     | Mehdi Maïzi                                                                      | 2:26 |
| 21.    | Nous sommes les Daft Punk |                                                                                  | 2:46 |
| 22.    | Zinédine Zidane           | Zinée, Epektase                                                                  | 2:19 |
| 23.    | Dig Dig Deep Deep         | Pélerine, Horty Underscore                                                       | 2:15 |
| 24.    | Lezgongue                 | SEB, Charly Kid, Epektase                                                        | 3:19 |
| 25.    | Glow Up                   | Madj                                                                             | 1:51 |
| 26.    | Zen                       | Nokey, Dawn Beats                                                                | 2:08 |
| 27.    | Adieu les filles          | Squeezie                                                                         | 2:06 |
| 28.    | Flow externe              | Di-Meh                                                                           | 1:49 |
| 29.    | Délirium Café             |                                                                                  | 3:08 |
| 30.    | Interlude Clash           |                                                                                  | 1:28 |
| 31.    | Tony Hawk                 | Bigflo                                                                           | 2:47 |
| 32.    | Ça doit bugger            | Spider ZED, Epektase, Lou Howard                                                 | 2:01 |
| 33.    | Gucci Zgueg               | Boule & Boules                                                                   | 3:24 |
| 34.    | Amuse-toi                 | Ice Wolf, Dawn                                                                   | 2:27 |
| 35.    | Back Home                 | Feldup                                                                           | 3:02 |
| 36.    | Vodka Rhum Contrex        | Mister V, Freddy Gladieux (sous les pseudonymes Gonevane Jones et Warren Opinel) | 3:31 |
| 37.    | JRPG                      | Baek, Epektase, Le Grand JD                                                      | 3:06 |
| 38.    | Le milli                  |                                                                                  | 1:01 |
| 39.    | 7up                       | HDX, P.Prod                                                                      | 2:56 |
| 40.    | 3 zèbres                  | Ysos                                                                             | 2:54 |
| 41.    | Merci                     |                                                                                  | 1:31 |
| 102:19 |                           |                                                                                  |      |